# Euphyia hibernica
Euphyia hibernica är en fjärilsart som beskrevs av Tutt 1902. Euphyia hibernica ingår i släktet Euphyia och familjen mätare. Inga underarter finns listade i Catalogue of Life.